# Campeonato Brasileiro Série A 2016
Die Campeonato Brasileiro Série A 2016 war die 60. Spielzeit der höchsten brasilianischen Fußballliga, der Série A.

## Teilnehmer
| Name                 | Ort            | Staat             | Stadion                 | Kapazität |
| -------------------- | -------------- | ----------------- | ----------------------- | --------- |
| América Mineiro      | Belo Horizonte | Minas Gerais      | Independência           | 23.018    |
| Atlético Mineiro     | Belo Horizonte | Minas Gerais      | Mineirão                | 62.160    |
| Athletico Paranaense | Curitiba       | Paraná            | Arena da Baixada        | 41.456    |
| Botafogo FR          | Rio de Janeiro | Rio de Janeiro    | Olímpico João Havelange | 46.931    |
| Chapecoense          | Chapecó        | Santa Catarina    | Arena Condá             | 22.600    |
| SC Corinthians       | São Paulo      | São Paulo         | Arena Corinthians       | 48.000    |
| Coritiba FC          | Curitiba       | Paraná            | Couto Pereira           | 40.130    |
| Cruzeiro EC          | Belo Horizonte | Minas Gerais      | Mineirão                | 62.160    |
| Figueirense FC       | Florianópolis  | Santa Catarina    | Orlando Scarpelli       | 19.908    |
| CR Flamengo          | Rio de Janeiro | Rio de Janeiro    | Maracanã                | 78.838    |
| Fluminense FC        | Rio de Janeiro | Rio de Janeiro    | Maracanã                | 78.838    |
| Grêmio FBPA          | Porto Alegre   | Rio Grande do Sul | Arena do Grêmio         | 60.540    |
| SC Internacional     | Porto Alegre   | Rio Grande do Sul | Beira-Rio               | 50.287    |
| SE Palmeiras         | São Paulo      | São Paulo         | Allianz Parque          | 43.713    |
| AA Ponte Preta       | Campinas       | São Paulo         | Moisés Lucarelli        | 19.722    |
| Santa Cruz FC        | Recife         | Pernambuco        | Arruda                  | 60.044    |
| FC Santos            | Santos         | São Paulo         | Vila Belmiro            | 21.256    |
| FC São Paulo         | São Paulo      | São Paulo         | Morumbi                 | 67.052    |
| Sport Recife         | Recife         | Pernambuco        | Ilha do Retiro          | 30.520    |
| EC Vitória           | Salvador       | Bahia             | Barradas                | 35.632    |

## Saisonverlauf
Die Saison 2016 der Série A startete am 14. Mai und endete am 11. Dezember desselben Jahres. Zeitgleich zur Austragung der Meisterschaft fanden auch die Olympischen Sommerspiele statt. Der Spielbetrieb wurde hierfür nicht unterbrochen. Lediglich zwei Spiele wurden verschoben, weil die Stadien für die Austragung der Fußballspiele benötigt wurden. Dieses waren die Partien zwischen Fluminense FC und Figueirense FC vom 18. Spieltag sowie vom 19. Spieltag die Partie zwischen Botafogo FR und Coritiba FC. Die Spiele wurden am 3. und 4. September während einer Länderspielpause für die Fußball-Weltmeisterschaft Qualifikation 2018 nachgeholt.
Am 12. Juni kam es im Zuge des siebten Spieltages zum Derby zwischen Atlético Mineiro und Cruzeiro EC. Das Spiel war gezeichnet von der Derbyrivalität, vier Platzverweisen und zehn gelben Karten.
Am 15. Juni legte Tite, bis dahin Trainer von SC Corinthians, sein Amt nieder, um neuer Trainer der brasilianischen Fußballnationalmannschaft zu werden. Im Laufe der Saison erfolgten diverse Trainerwechsel, teilweise mehrere pro Klub.
Am 27. November sicherte sich SE Palmeiras am vorletzten Spieltag seinen insgesamt neunten Meistertitel, den ersten nach zweiundzwanzig Jahren, mit einem 1:0-Sieg über die Chapecoense. Nur etwa vierundzwanzig Stunden darauf am 28. November gegen 22:15 Ortszeit (UTC−5) stürzte die Mannschaft von Chapecoense auf dem Weg nach Kolumbien zum Finalhinspiel gegen Atlético Nacional in der Copa Sudamericana in der Nähe des Flughafens Rionegro/Medellín ab. Nur drei der insgesamt zweiundzwanzig mitgeflogenen Teammitglieder überlebten den Absturz.
Aufgrund des Unglücks entschied der nationale Verband, alle Spiele in den noch auszutragenden Wettbewerben um sieben Tage zu verschieben. Hiervon waren der letzte Saisonspieltag der Serie A sowie das Finalrückspiel im Copa do Brasil betroffen. Am letzten Spieltag hätte Chapecoense noch ein Spiel gegen Atlético Mineiro bestreiten müssen. Am 1. Dezember 2016 erklärte der Präsident von Mineiro, dass sein Klub nicht zu diesem Spiel antreten werde. Für Mineiro bedeutete die Absage eine Wertung zu Gunsten 3:0 für Chapecoense. Eine signifikante Auswirkung auf die Tabellenplatzierung ergab sich für keine der beiden Mannschaften. Die Paarung wurde vom Verband als doppeltes abgesagtes Spiel angesehen und nicht gewertet.
Qualifikation für internationale Wettbewerbe
Für das Jahr 2017 wurden die Spielmodi in der Copa Libertadores und der Copa Sudamericana verändert. Für die Brasilianische Liga hieß dies, dass sich die besten sechs Klubs aus der Liga sowie der Pokalsieger für die Copa Libertadores qualifizierten, was eine Erweiterung um zwei weitere Startplätze in der Qualifikationsrunde des Wettbewerbs bedeutete.
Auch die bislang umständliche Qualifikation für die Copa Sudamericana entfiel. Die Teilnehmer hierfür stammen aus der Série A, waren zum Start der Copa aber bereits aus dem nationalen Copa do Brasil ausgeschieden. Nunmehr waren automatisch sechs Startplätze aus der Série A (die Plätze sieben bis zwölf) qualifiziert. Brasilien büßte hier zwei Teilnehmer ein.

## Tabelle
Bei Punktgleichheit in der Tabelle ergeben folgende Kriterien die Platzierung:
1. Anzahl Siege
2. Tordifferenz
3. Anzahl erzielter Tore
4. Direkter Vergleich

| Pl.                                    | Verein               | Sp. | S  | U  | N  | Tore    | Diff. | Punkte |
| -------------------------------------- | -------------------- | --- | -- | -- | -- | ------- | ----- | ------ |
| 1.                                     | SE Palmeiras         | 38  | 24 | 8  | 6  | 062:320 | +30   | 80     |
| 2.                                     | FC Santos            | 38  | 22 | 5  | 11 | 059:350 | +24   | 71     |
| 3.                                     | CR Flamengo          | 38  | 20 | 11 | 7  | 052:350 | +17   | 71     |
| 4.                                     | Atlético Mineiro     | 37  | 17 | 11 | 9  | 061:500 | +11   | 62     |
| 5.                                     | Botafogo FR (N)      | 38  | 17 | 8  | 13 | 043:390 | +4    | 59     |
| 6.                                     | Athletico Paranaense | 38  | 17 | 6  | 15 | 038:320 | +6    | 57     |
| 7.                                     | SC Corinthians (M)   | 38  | 15 | 10 | 13 | 048:420 | +6    | 55     |
| 8.                                     | AA Ponte Preta       | 38  | 15 | 8  | 15 | 048:520 | −4    | 53     |
| 9.                                     | Grêmio FBPA          | 38  | 14 | 11 | 13 | 041:440 | −3    | 53     |
| 10.                                    | FC São Paulo         | 38  | 14 | 10 | 14 | 044:360 | +8    | 52     |
| 11.                                    | Chapecoense          | 37  | 13 | 13 | 11 | 049:530 | −4    | 52     |
| 12.                                    | Cruzeiro EC          | 38  | 14 | 9  | 15 | 048:490 | −1    | 51     |
| 13.                                    | Fluminense FC        | 38  | 13 | 11 | 14 | 045:450 | ±0    | 50     |
| 14.                                    | Sport Recife         | 38  | 13 | 8  | 17 | 049:550 | −6    | 47     |
| 15.                                    | Coritiba FC          | 38  | 11 | 13 | 14 | 041:420 | −1    | 46     |
| 16.                                    | EC Vitória (N)       | 38  | 12 | 9  | 17 | 051:530 | −2    | 45     |
| 17.                                    | SC Internacional     | 38  | 11 | 10 | 17 | 035:410 | −6    | 43     |
| 18.                                    | Figueirense FC       | 38  | 8  | 13 | 17 | 030:500 | −20   | 37     |
| 19.                                    | Santa Cruz FC (N)    | 38  | 8  | 7  | 23 | 045:690 | −24   | 31     |
| 20.                                    | América Mineiro (N)  | 38  | 7  | 7  | 24 | 023:580 | −35   | 28     |
| Stand: 38. Spieltag, 11. Dezember 2016 |                      |     |    |    |    |         |       |        |

| (M) | Meister des Vorjahres    |
| (N) | Aufsteiger des Vorjahres |

## Torschützenliste
| Pl. | Nat.        | Spieler          | Verein                                 | Tore    |
| --- | ----------- | ---------------- | -------------------------------------- | ------- |
| 1   | Brasilianer | Diego Souza      | Sport                                  | 14 Tore |
| 1   | Brasilianer | William Pottker  | Ponte Preta                            | 14 Tore |
| 1   | Brasilianer | Fred             | Fluminense (2) & Atlético Mineiro (12) | 14 Tore |
| 4   | Brasilianer | Grafite          | Santa Cruz                             | 13 Tore |
| 5   | Brasilianer | Robinho          | Atlético Mineiro                       | 12 Tore |
| 5   | Brasilianer | Gabriel Jesus    | Palmeiras                              | 12 Tore |
| 5   | Brasilianer | Sassá            | Botafogo                               | 12 Tore |
| 5   | Brasilianer | Marinho          | Botafogo                               | 12 Tore |
| 9   | Brasilianer | Ricardo Oliveira | Santos                                 | 11 Tore |
| 10  | Brasilianer | Keno             | Santa Cruz                             | 10 Tore |
| 10  | Brasilianer | Vitor Bueno      | Santos                                 | 10 Tore |
| 10  | Brasilianer | Bruno Rangel     | Chapecoense                            | 10 Tore |
| 10  | Kolumbianer | Jonathan Copete  | Santos                                 | 10 Tore |

## Vorlagengeberliste
| Pl. | Nat.        | Spieler                | Verein           | Vorlagen | Tore | Spiele |
| --- | ----------- | ---------------------- | ---------------- | -------- | ---- | ------ |
| 1   | Uruguayer   | Giorgian De Arrascaeta | Cruzeiro         | 10       | 9    | 31     |
| 2   | Brasilianer | Dudu                   | Palmeiras        | 10       | 6    | 33     |
| 3   | Brasilianer | Gustavo Scarpa         | Fluminense       | 9        | 8    | 34     |
| 4   | Brasilianer | Robinho                | Atlético Mineiro | 8        | 12   | 30     |
| 5   | Brasilianer | Keno                   | Santa Cruz       | 7        | 10   | 34     |
| 6   | Brasilianer | Diego Renan            | Vitória          | 7        | 4    | 33     |
| 7   | Brasilianer | Éverton                | Flamengo         | 7        | 3    | 30     |
| 8   | Brasilianer | Diego Souza            | Sport            | 6        | 14   | 34     |
| 9   | Brasilianer | Marinho                | Vitória          | 6        | 12   | 27     |
| 10  | Brasilianer | Cleiton Xavier         | Palmeiras        | 6        | 4    | 30     |

## Die Meistermannschaft
| 9. Titel | SE Palmeiras |
|          | - Tor: Fernando Prass (16/0), Jailson (19/0), Vagner (3/0), Vinicius Silvestre (1/0) - Abwehr: Edu Dracena (17/0), Egídio (14/0), Fabiano Leismann (7/1), Fabrício (6/0), João Pedro (1/0), Yerry Mina (13/4), Roger Carvalho (0/0), Thiago Martins (17/2), Vitor Hugo (35/4) - Mittelfeld: Agustín Allione (7/0), Arouca (2/0), Arturzinho (1/0), Cleiton Xavier (30/4), Dudu (33/6), Gabriel (9/1), Jean (34/6), Matheus Sales (11/0), Moisés (34/3), Rodrigo (1/0), Tchê Tchê (37/2), Thiago Santos (25/1), Vitinho (2/0), Zé Roberto (27/1) - Angriff: Alecsandro (13/3), Lucas Barrios (9/1), Erik Lima (16/3), Gabriel Jesus (27/12), Leandro Pereira (10/2), Rafael Marques (19/1), Roger Guedes (31/4), Luan (2/0) |

## Auszeichnungen

### Bola de Ouro und Bola de Prata
Am Ende der Saison erhielt Gabriel Jesus den Bola de Ouro der Sportzeitschrift Placar als bester Spieler der Meisterschaft.
Placar ehrte auch seine Mannschaft des Jahres mit dem Bola de Prata. Dieses waren:
- Tor: Jailson (Palmeiras)
- Abwehr: Jean (Palmeiras), Fábio Santos (Atlético MG), Pedro Geromel (Grêmio), Réver (Flamengo)
- Mittelfeld: Tchê Tchê (Palmeiras), Willian Arão (Flamengo), Dudu (Palmeiras), Moisés (Palmeiras)
- Angriff: Gabriel Jesus (Palmeiras), Robinho (Atlético MG)
- Trainer: Cuca (Palmeiras)

Als Beste Fußballerin der Damen wurde Formiga vom São José EC ausgezeichnet.
Ein Ehrenpreis ging an den Klub Chapecoense in Erinnerung an deren Tragödie.

### Prêmio Craque do Brasileirão
Die Preise des Prêmio Craque do Brasileirão vom nationalen Verband CBF und dem Fernsehsender Rede Globo gingen an:
- Bester Spieler: Gabriel Jesus (Palmeiras)
- Mannschaft: Jailson (Palmeiras), Jean (Palmeiras), Yerry Mina (Palmeiras), Pedro Geromel (Grêmio), Jorge (Flamengo), Moisés (Palmeiras), Tchê Tchê (Palmeiras), Diego (Flamengo), Dudu (Palmeiras), Gabriel Jesus (Palmeiras), Robinho (Atlético Mineiro)
- Torschützenkönig: Fred (Atlético Mineiro), William Pottker (Ponte Preta), Diego Souza (Sport Recife) (14 Tore)
- Wahl der Fans:  Danilo (Chapecoense)
- Schönstes Tor: Zé Roberto (Palmeiras)
- Entdeckung des Jahres: Vitor Bueno (Santos)
- Bester Trainer: Cuca (Palmeiras)
- Bester neuer Trainer: Jair Ventura (Botafogo)
- Bester Schiedsrichter: Raphael Claus

## Verwarnungen und Verweise

### Pro Klub
| Pl. | Verein           | Gesamt G. + R. | Gelbe Karten | Gelb-Rote Karten | Rote Karten |
| --- | ---------------- | -------------- | ------------ | ---------------- | ----------- |
| 1   | EC Vitória       | 113            | 113          | 6                | 0           |
| 2   | Cruzeiro EC      | 105            | 100          | 4                | 5           |
| 3   | SC Internacional | 104            | 101          | 2                | 3           |
| 4   | Coritiba FC      | 100            | 99           | 3                | 1           |
| 5   | Grêmio FBPA      | 100            | 95           | 1                | 5           |
| 6   | AA Ponte Preta   | 99             | 96           | 0                | 3           |
| 7   | Figueirense FC   | 98             | 94           | 4                | 4           |
| 8   | FC São Paulo     | 97             | 95           | 3                | 2           |
| 9   | Santa Cruz FC    | 96             | 95           | 5                | 1           |
| 10  | Botafogo FR      | 95             | 94           | 1                | 1           |

### Pro Spieler
| Pl. | Nat.        | Spieler       | Verein               | Anzahl | Gelbe Karten | Gelb-Rote Karten | Rote Karten | Spiele |
| --- | ----------- | ------------- | -------------------- | ------ | ------------ | ---------------- | ----------- | ------ |
| 1   | Brasilianer | Bruno Silva   | Botafogo             | 13     | 13           | 0                | 0           | 31     |
| 2   | Brasilianer | Airton        | Botafogo             | 12     | 12           | 1                | 0           | 21     |
| 3   | Brasilianer | Léo           | Athletico Paranaense | 12     | 12           | 1                | 0           | 30     |
| 4   | Brasilianer | João Vitor    | Ponte Preta          | 12     | 12           | 0                | 0           | 32     |
| 5   | Brasilianer | Victor Ramos  | Vitória              | 11     | 11           | 1                | 0           | 25     |
| 6   | Brasilianer | Edílson       | Grêmio               | 11     | 9            | 0                | 2           | 26     |
| 7   | Brasilianer | Gabriel Jesus | Palmeiras            | 11     | 11           | 0                | 0           | 27     |
| 8   | Brasilianer | Paulão        | Internacional        | 11     | 11           | 0                | 0           | 31     |
| 9   | Brasilianer | Lucas Marques | Cruzeiro             | 10     | 10           | 3                | 0           | 21     |
| 10  | Brasilianer | Fernando Bob  | Internacional        | 10     | 10           | 1                | 0           | 18     |

## Trainerwechsel
| Klub             | Entl. Trainer          | Datum         | Tabellenposi. | Quelle | Neuer Trainer                   | Datum         | Quelle |
| ---------------- | ---------------------- | ------------- | ------------- | ------ | ------------------------------- | ------------- | ------ |
| Atlético Mineiro | Diego Aguirre          | 19. Mai       | 3.            | [ 9 ]  | Marcelo Oliveira                | 20. Mai       | [ 10 ] |
| CR Flamengo      | Muricy Ramalho         | 26. Mai       | 11.           | [ 11 ] | Zé Ricardo                      | 26. Mai       | [ 12 ] |
| Coritiba FC      | Gilson Kleina          | 2. Juni       | 16.           | [ 13 ] | Pachequinho                     | 2. Juni       |        |
| América Mineiro  | Givanildo Oliveira     | 3. Juni       | 20.           | [ 14 ] | Sérgio Vieira                   | 4. Juni       | [ 15 ] |
| SC Corinthians   | Tite                   | 15. Juni      | 4.            | [ 16 ] | Cristóvão Borges                | 4. Juni       | [ 17 ] |
| Chapecoense      | Guto Ferreira          | 24. Juni      | 8.            | [ 18 ] | Caio Júnior                     | 25. Juni      | [ 19 ] |
| SC Internacional | Argel Fuchs            | 10. Juli      | 8.            | [ 20 ] | Paulo Roberto Falcão            | 12. Juli      | [ 21 ] |
| Figueirense FC   | Vinícius Eutrópio      | 11. Juli      | 17.           | [ 22 ] | Argel Fuchs                     | 11. Juli      | [ 23 ] |
| América Mineiro  | Sérgio Vieira          | 17. Juli      | 20.           | [ 24 ] | Enderson Moreira                | 20. Juli      | [ 25 ] |
| Cruzeiro EC      | Paulo Bento            | 25. Juli      | 19.           | [ 26 ] | Mano Menezes                    | 26. Juli      | [ 27 ] |
| FC São Paulo     | Edgardo Bauza          | 1. August     | 10            | [ 28 ] | Ricardo Gomes                   | 12. August    | [ 29 ] |
| Coritiba FC      | Pachequinho            | 5. August     | 17            | [ 30 ] | Paulo César Carpegiani          | 12. August    | [ 31 ] |
| SC Internacional | Paulo Roberto Falcão   | 8. August     | 13            | [ 32 ] | Celso Roth                      | 5. August     | [ 33 ] |
| Santa Cruz FC    | Milton Mendes          | 9. August     | 19            | [ 34 ] | Dorival Guidoni Júnior          | 12. August    | [ 35 ] |
| Botafogo FR      | Ricardo Gomes          | 12. August    | 17            | [ 36 ] | Jairzinho                       | 13. August    | [ 37 ] |
| Figueirense FC   | Argel Fuchs            | 22. August    | 18            | [ 38 ] | Tuca Guimarães                  | 5. September  | [ 39 ] |
| EC Vitória       | Vagner Mancini         | 10. September | 18            | [ 40 ] | Argel Fuchs                     | 12. September | [ 41 ] |
| Grêmio FBPA      | Roger Machado Marques  | 14. September | 8             | [ 42 ] | Renato Gaúcho                   | 18. September | [ 43 ] |
| SC Corinthians   | Cristóvão Borges       | 17. September | 6             | [ 44 ] | Fábio Carille (Interimstrainer) | 17. September | [ 45 ] |
| Figueirense FC   | Tuca Guimarães         | 19. September | 17            | [ 46 ] | Marquinhos Santos               | 19. September | [ 47 ] |
| SC Corinthians   | Fábio Carille          | 11. Oktober   | 8             | [ 48 ] | Oswaldo de Oliveira             | 14. Oktober   | [ 49 ] |
| Sport Recife     | Oswaldo de Oliveira    | 13. Oktober   | 16            | [ 50 ] | Daniel Paulista                 | 13. Oktober   | [ 51 ] |
| Santa Cruz FC    | Dorival Guidoni Júnior | 20. Oktober   | 19            | [ 52 ] | Adriano Félix Teixeira          | 13. Oktober   | [ 53 ] |
| Fluminense FC    | Levir Culpi            | 6. November   | 9             | [ 54 ] | Marcão                          | 6. November   | [ 55 ] |
| SC Internacional | Celso Roth             | 17. November  | 9             | [ 56 ] | Lisca                           | 18. November  | [ 57 ] |
| FC São Paulo     | Ricardo Gomes          | 23. November  | 13            | [ 58 ] | Pintado                         | 23. November  | [ 59 ] |
| Atlético Mineiro | Marcelo Oliveira       | 24. November  | 4             | [ 60 ] | Diogo Giacomini                 | 24. November  | [ 61 ] |
| AA Ponte Preta   | Eduardo Baptista       | 2. Dezember   | 4             | [ 62 ] | Felipe Moreira                  | 2. Dezember   | [ 63 ] |

## Zuschauer
Stand 11. Dezember 2016

### Zuschauer per Klub
| Pl. | Klub                 | Durchsch. | Gesamt  | Spieltage | Meiste | Wenigste |
| --- | -------------------- | --------- | ------- | --------- | ------ | -------- |
| 1   | SE Palmeiras         | 32.741    | 616.947 | 19        | 40.986 | 18.271   |
| 2   | SC Corinthians       | 28.764    | 546.516 | 19        | 42.099 | 17.135   |
| 3   | SC Internacional     | 25.422    | 483.010 | 19        | 40.114 | 10.314   |
| 4   | CR Flamengo          | 24.542    | 466.302 | 19        | 54.665 | 2.252    |
| 5   | FC São Paulo         | 22.513    | 427.746 | 19        | 54.996 | 7.836    |
| 6   | Cruzeiro EC          | 20.475    | 389.025 | 19        | 46.591 | 7.735    |
| 7   | Grêmio FBPA          | 20.448    | 388.510 | 19        | 47.622 | 10.765   |
| 8   | Atlético Mineiro     | 18.510    | 351.689 | 18        | 44.952 | 4.889    |
| 9   | Athletico Paranaense | 15.889    | 301.899 | 19        | 35.396 | 6.684    |
| 10  | EC Vitória           | 14.009    | 266.171 | 19        | 34.757 | 4.814    |
| 11  | Sport Recife         | 12.823    | 243.637 | 19        | 26.419 | 5.218    |
| 12  | FC Santos            | 11.225    | 213.282 | 19        | 24.586 | 4.468    |
| 13  | Coritiba FC          | 9.894     | 187.979 | 19        | 16.177 | 2.852    |
| 14  | Fluminense FC        | 9.139     | 173.644 | 19        | 39.877 | 917      |
| 15  | Santa Cruz FC        | 8.080     | 153.521 | 19        | 16.951 | 1.003    |
| 16  | Chapecoense          | 7.612     | 137.015 | 18        | 13.154 | 2.057    |
| 17  | Botafogo FR          | 7.258     | 137.907 | 19        | 13.750 | 883      |
| 18  | Figueirense FC       | 6.628     | 125.935 | 19        | 16.467 | 1.842    |
| 19  | AA Ponte Preta       | 5.329     | 101.242 | 19        | 10.912 | 3.086    |
| 20  | América Mineiro      | 3.353     | 63.704  | 19        | 27.875 | 518      |

### Die 10 meistbesuchten Spiele
| Pl. | Anzahl | Heim             | Ergebnis | Gast             | Stadion         | Datum            | Spieltag | Quelle |
| --- | ------ | ---------------- | -------- | ---------------- | --------------- | ---------------- | -------- | ------ |
| 1   | 54.996 | FC São Paulo     | 2:2      | Chapecoense      | Morumbi         | 31. Juli 2016    | 17.      | [ 65 ] |
| 2   | 54.665 | CR Flamengo      | 1:2      | SE Palmeiras     | Mané Garrincha  | 5. Juni 2016     | 6.       | [ 66 ] |
| 3   | 54.250 | CR Flamengo      | 2:2      | SC Corinthians   | Maracanã        | 23. Oktober 2016 | 32.      | [ 67 ] |
| 4   | 53.781 | FC São Paulo     | 4:0      | SC Corinthians   | Morumbi         | 5. November 2016 | 34.      | [ 68 ] |
| 5   | 49.673 | FC São Paulo     | 2:0      | AA Ponte Preta   | Morumbi         | 22. Oktober 2016 | 32.      | [ 69 ] |
| 6   | 47.662 | Atlético Mineiro | 2:2      | CR Flamengo      | Mineirão        | 29. Oktober 2016 | 33.      | [ 70 ] |
| 7   | 47.662 | Grêmio FBPA      | 0:0      | SC Internacional | Arena do Grêmio | 23. Oktober 2016 | 32.      | [ 71 ] |
| 8   | 46.591 | Cruzeiro EC      | 2:0      | Santa Cruz FC    | Mineirão        | 28. August 2016  | 22.      | [ 72 ] |
| 9   | 46.163 | Grêmio FBPA      | 3:0      | SC Corinthians   | Arena do Grêmio | 14. August 2016  | 5.       | [ 73 ] |
| 10  | 44.388 | CR Flamengo      | 0:0      | Botafogo FR      | Maracanã        | 5. November 2016 | 34.      | [ 74 ] |

### 10 wenigsten besuchten Spiele
| Pl. | Anzahl | Heim            | Ergebnis | Gast                 | Stadion             | Datum              | Spieltag | Quelle |
| --- | ------ | --------------- | -------- | -------------------- | ------------------- | ------------------ | -------- | ------ |
| 1   | 518    | América Mineiro | 1:0      | Athletico Paranaense | Independência       | 24. Oktober 2016   | 32.      | [ 75 ] |
| 2   | 660    | América Mineiro | 1:2      | Chapecoense          | Independência       | 19. August 2016    | 21.      | [ 76 ] |
| 3   | 796    | América Mineiro | 2:1      | Coritiba FC          | Independência       | 18. Juni 2016      | 6.       | [ 77 ] |
| 4   | 883    | Botafogo FR     | 3:1      | América Mineiro      | Raulino de Oliveira | 15. Juni 2016      | 8.       | [ 78 ] |
| 5   | 917    | Fluminense FC   | 0:0      | Coritiba FC          | Raulino de Oliveira | 2. Juli 2016       | 13.      | [ 79 ] |
| 6   | 981    | América Mineiro | 0:0      | Grêmio FBPA          | Independência       | 31. Juli 2016      | 17.      | [ 80 ] |
| 7   | 991    | América Mineiro | 1:0      | SC Internacional     | Independência       | 19. September 2016 | 26.      | [ 81 ] |
| 8   | 1.003  | Santa Cruz FC   | 5:1      | Grêmio FBPA          | Arruda              | 27. November 2016  | 37.      | [ 82 ] |
| 9   | 1.141  | América Mineiro | 1:0      | Botafogo FR          | Independência       | 24. September 2016 | 27.      | [ 83 ] |
| 10  | 1.203  | Botafogo FR     | 1:1      | EC Vitória           | Raulino de Oliveira | 12. Juni 2016      | 7.       | [ 84 ] |

## Ausrüster und Trikotsponsor
| Mannschaft           | Ausrüster    | Trikotsponsor     |
| -------------------- | ------------ | ----------------- |
| América Mineiro      | Lupo Sport   | Banco Intermedium |
| Athletico Paranaense | Umbro        | Caixa             |
| Atlético Mineiro     | Dryworld     | Caixa             |
| Botafogo FR          | Topper       |                   |
| Chapecoense          | Umbro        | Caixa             |
| SC Corinthians       | Nike         | Caixa             |
| Coritiba FC          | Adidas       | Caixa             |
| Cruzeiro EC          | Umbro        | Caixa             |
| Figueirense FC       | Lupo Sport   | Caixa             |
| CR Flamengo          | Adidas       | Caixa             |
| Fluminense FC        | Dryworld     |                   |
| Grêmio FBPA          | Umbro        | Banrisul          |
| SC Internacional     | Nike         | Banrisul          |
| SE Palmeiras         | Adidas       | Crefisa           |
| AA Ponte Preta       | Adidas       | Viva Schin        |
| Santa Cruz FC        | Penalty      | MRV Engenharia    |
| FC Santos            | Kappa        | Royal Air Maroc   |
| FC São Paulo         | Under Armour | Prevent Senior    |
| Sport Recife         | Adidas       | Caixa             |
| EC Vitória           | Puma         | Caixa             |